# Montaña rusa de cuarta dimensión

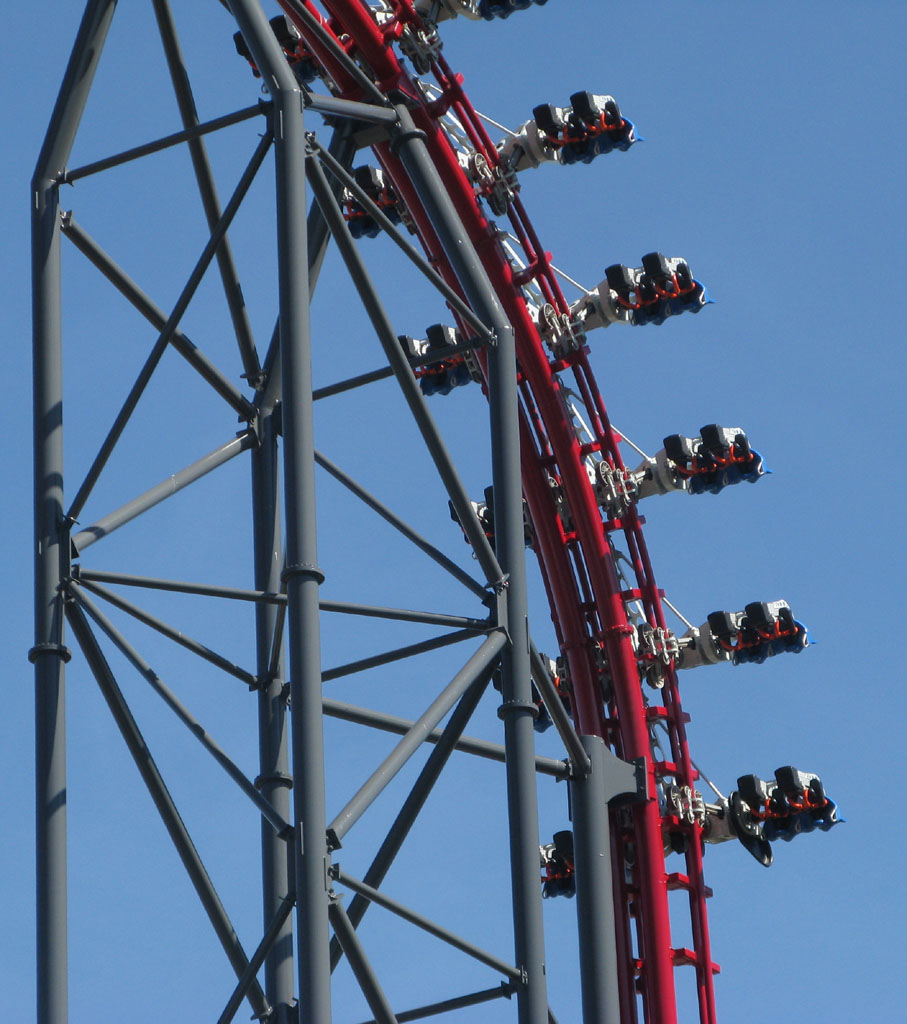
X² (anteriormente X) fue la primera montaña rusa de cuarta dimensión.

Una montaña rusa de cuarta dimensión es un tipo de montaña rusa en la que los asientos pueden girar según un eje transversal (el que cruza el cuerpo de lado a lado) de una forma predefinida. El nombre puede venir de las tres dimensiones, más el giro de los asientos, que sería la cuarta.
Los asientos están dispuestos dos a cada lado, sobre una barra giratoria que sobresale a ambos lados del tren. La vía está formada por cuatro rieles, dos de los cuales controlan en movimiento del tren (valles, colinas y demás elementos) y los otros dos controlan el giro de los asientos y sus movimientos, esto lo hacen variando su posición respecto a los otros dos, unos mecanismos en el interior del tren y unos "palpadores", que son unas ruedas, permiten realizar estos movimientos, que son siempre los mismos en cada punto del recorrido, para cualquier asiento, ya que cada eje gira de forma independiente al resto, y está de girado como la distancia de los rieles. Es decir, en este tipo de montaña rusa, además de la altura y velocidad, el recorrido también fija la inclinación de los asientos. Una curiosidad es que si el tren da medio giro, los asientos quedan cabeza abajo todo el recorrido, pero si estos dan otro, quedan cabeza arriba, mirando hacia atrás y viajando de "espaldas".
Este tipo de montaña rusa tiene unos elementos específicos:
- Turn over (lie to fly), un zero-g roll de solo 180°; es decir, a la mitad.
- Outside raven turn

## Instalaciones
| Nombre                       | Parque                   | Apertura | Fabricante     | Estatus   | Referencia | Imagen |
| ---------------------------- | ------------------------ | -------- | -------------- | --------- | ---------- | ------ |
| X² (anteriormente llamada X) | Six Flags Magic Mountain | 2002     | Arrow Dynamics | Operativa | [ 1 ]      |        |
| Eejanaika                    | Fuji-Q Highland          | 2006     | S&S Arrow      | Operativa | [ 2 ]      |        |
| Kirnu                        | Linnanmäki               | 2007     | Intamin AG     | Operativa | [ 3 ]      |        |
| Inferno                      | Terra Mítica             | 2007     | Intamin AG     | Operativa | [ 4 ]      |        |
| Insane                       | Gröna Lund               | 2009     | Intamin AG     | Operativa | [ 5 ]      |        |
| Green Lantern: First Flight  | Six Flags Magic Mountain | 2011     | Intamin AG     | Operativa | [ 6 ]      |        |
| Dinoconda                    | China Dinosaur Park      | 2012     | S&S Worldwide  | Operativa | [ 7 ]      |        |
| Wonder Woman                 | Six Flags México         | 2019     |                | Operativa | [8]        |        |